# Ehrenzeichen für Kriegsfürsorge

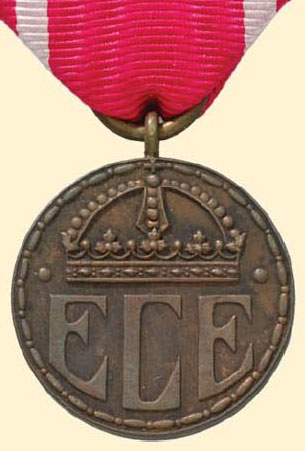
Ehrenzeichen für Kriegsfürsorge, Avers

Das Ehrenzeichen für Kriegsfürsorge wurde am 17. September 1915 durch Großherzog Ernst Ludwig von Hessen gestiftet und war zur Verleihung an Personen vorgesehen, die sich in besonderem Maße auf dem Gebiet der Kriegsfürsorge während des Ersten Weltkriegs verdient gemacht hatten.
Die aus Bronze gefertigte runde Medaille zeigt das Monogramm E L E  (Ernst Ludwig Eleonore). Darüber ist die hessische Großherzogskrone zu sehen. Rückseitig, von einem schmalen Lorbeerkranz umgeben, die dreizeilige Inschrift Für Kriegsfür- sorge.
Getragen wurde die Auszeichnung an einem roten Band bzw. an einer Damenschleife mit breiten weißen Seitenstreifen auf der linken Brustseite.
Ab 27. Juni 1916 erfolgte die Verleihung des Ehrenzeichens für Kriegsfürsorge nur noch an Frauen, die die Bedingungen für eine Verleihung des Militär-Sanitätskreuzes nicht erfüllten.